# Greifswalder Boddenrandschwelle und Teile der Pommerschen Bucht
Greifswalder Boddenrandschwelle und Teile der Pommerschen Bucht este o arie protejată (arie specială de conservare — SAC, sit de importanță comunitară — SCI) din Germania întinsă pe o suprafață de 39.872 ha, integral marine.

## Localizare
Centrul sitului Greifswalder Boddenrandschwelle und Teile der Pommerschen Bucht este situat la coordonatele 54°12′58″N 14°04′44″E / 54.2161°N 14.0789°E.

## Înființare
Situl Greifswalder Boddenrandschwelle und Teile der Pommerschen Bucht a fost declarat sit de importanță comunitară în martie 2008 pentru a proteja 7 specii de animale. Situl a fost protejat și ca arie specială de conservare în august 2016.

## Biodiversitate
Situată în ecoregiunea continentală, aria protejată conține 2 habitate naturale: Bancuri de nisip acoperite în permanență slab de apă marină, Recifuri.
La baza desemnării sitului se află mai multe specii protejate:
- mamifere (3): Halichoerus grypus, focă obișnuită (Phoca vitulina), marsuin (Phocoena phocoena)
- pești (4): Acipenser oxyrinchus, Alosa fallax, Lampetra fluviatilis, Petromyzon marinus